# Peter Deunov
Peter Deunov (búlgaro: Петър Дънов; 11 de julho de 1864, Nikolaevka, Varna, Bulgária- 27 de dezembro de 1944), também conhecido por seu nome espiritual Beinsa Douno (búlgaro: Беинса Дуно), frequentemente chamado apenas "o Méstre" pelos seus seguidores, foi um filósofo e professor espiritual que desenvolveu uma forma de Cristianismo Esotérico conhecido como a Irmandade Branca Universal. 
É amplamente conhecido na Bulgária, onde foi votado em segundo lugar pelo público no  espectáculo de televisão Grande Bulgaros da Televisão Nacional Búlgara (2006-2007). Deunov foi votado em 37.º lugar entre os 100 Mais Influentes Búlgaros da Nossa História . Peter Deunov é “o autor búlgaro mais publicado de sempre.”
Entre 1922 e 1944, Peter Deunov desenvolveu a Paneuritmia, um sistema de exercícios físicos em forma de dança acompanhados de música canções com o objectivo de conseguir o equilíbrio interno e a harmonização.
Em 1937, Peter Deunov contava com várias dezenas de milhares de discípulos.

## Legado
Mais de 7.000 milhares de conferências de Deunov (1904–1944) foram gravadas por taquígrafos e estão documentadas em forma de estenogramas decifrados (alguns modificados por edição e outros intactos). Nem todos eles foram publicados. Eles foram publicados em diversas séries de vários volumes: “Conversas de Domingo” (a série “Força e Vida”), “Conversas de Quinta-feira” (a série “Grande Mãe”), “Palestras para a classe de ocultismo geral”, “Palestras para o aula de ocultismo (especial) para jovens.”, bate-papos de domingo de manhã e outros.   Estes contêm a esencia do ensino de Deunov. Também há uma série de canções e orações, entre as quais A Boa Prece de 1900, considerada a mais especial.
- O Papa João XXIII categorizou Peter Deunov como "o maior filósofo à face da Terra".[7]

## Doutrina

### Características gerais
O sistema espiritual criado por Peter Deunov foi definido por ele como uma doutrina, a que ele chamou de Nova Doutrina e enfatizou a  distinção da religião: “Eu não te dou religião, mas dou-te uma doutrina de vida”. Além de dar aulas, ele fala também sobre ciências: “Não professo nenhuma religião, mas estou falando de uma vida boa. A minha ciência é sobre as vidas que as pessoas perderam. Deunov defendeu a sua ideia moderna de conectar religião e ciência. A doutrina é proclamada como uma doutrina divina do amor, que mostra um novo caminho para a humanidade, equivalente à doutrina de Cristo. Deunov propõe "limpar" os elementos incompreendidos do cristianismo, acumulados ao longo dos séculos.
O termo básico para este sistema espiritual é escola (escola espiritual). Ele ensina o conhecimento prático do mundo espiritual . Na Doutrina de Peter Deunov o princípio primeiro é a aplicação prática de tudo o que foi aprendido - ie. teoria e prática estão invariavelmente ligadas (um detalhe presente de forma mais imperceptível na antroposofia ).
Outro elemento importante é a introdução de um arquétipo celestial divino - a chamada Fraternidade Branca Universal (ou Grande Fraternidade Universal), uma comunidade de seres evolucionários, professores da humanidade. Eles não formam nenhuma sociedade ou organização visível para as pessoas. 
O homem e a sua consciência são um tema importante no sistema construído por Peter Deunov (ao contrário de Rudolf Steiner, que enfatiza a explicação do mundo). A origem do homem, o sentido da sua vida e os métodos para atingir os objetivos traçados, considerados na interação homem - Deus e humano - mundo divino, estão no centro do seu sistema. O objetivo do ensino de Deunov é criar um "novo homem", um homem da nova cultura, com um novo tipo de pensamento, papel social, etc., e mudar o mundo através da construção de um novo tipo de sociedade baseada na ideia de fraternidade entre as pessoas. 
Através de seu ensino, Peter Deunov procurou renovar e modernizar a religiosidade / espiritualidade do homem. Inclui uma interpretação dos modelos cristãos tradicionais, combinados com as ideias orientais, em sintonia com os processos do espaço espiritual europeu da época. Também pode ser definido como "um sistema religioso e cultural específico que tenta responder às novas questões do homem sobre si mesmo e o mundo (moderno) ao seu redor".
A doutrina é construída em dois níveis:
1. Carrega mensagens universais (o homem é uma figura acima das diferenças raciais, étnicas, culturais, nacionais e sociais), que é a base para sua aplicação em diferentes tradições culturais;
2. Ao mesmo tempo é focada no ambiente nacional específico em que surge. A ideia do papel espiritual da Bulgária e dos búlgaros na evolução espiritual mundial. A doutrina também está ligada a três grandes tradições nas terras búlgaras: Orfeu e Orfismo, a obra dos irmãos Cirilo e Metódio e o movimento Bogomil.